# Антигона 43
Антигона 43 е опера от българския композитор Любомир Пипков, завършена през 1963 г.

## История на създаването
Софокъл, авторът на „Едип цар“, „Електра“ и „Антигона“, още преди двдесет и пет века влага в своите трагедии такава дейност, че те все още вълнуват човечеството. Особено силно въздейства „Антигона“, в която е залегнал проблемът за освобождаване на волята на човешката личност. Върху сюжета на „Антигона“ са писани пиеси, опери; тя е преработвана много пъти, служила е за подтик към създаване на романи, скулптури, платна и др. Драми с това заглавие и сюжет са писали много от най-видните писатели, сред които трябва да се споменат Жан Ануи, Жан Кокто, Жан-Пол Сартр, Людмил Стоянов, преработка е използвана и от Бертолд Брехт и др. Още от 17 век са известни много опери с това заглавие – от Томазо Траета, от Андреа Бернаскони, от Балтазар Галупи, от Йохан Хасе, Георг Вегензайл, Петер Винтер и др, като се стига до съвременни автори като Артур Онегер и Карл Орф.
Един истински случай от нашето съпротивително движение дава идеята на Любомир Пипков да замисли опера за една съвременна Антигона. Либретото е написано от Владимир Башев и Панчо Панчев. Башев е автор на текста на „Оратория за нашето време“, както и на либретото на операта „Мост“ от Александър Райчев, а двамата с Панчев и на операта „Славеят на Орхидея“, също от Райчев.
„Антигона 43“ се изнася за пръв път от Русенската народна опера на 23 декември 1963 г. Диригент е Борис Хинчев, а режисьор – Стефан Трифонов. Само половин месец по-късно излиза постановката и в Народната опера в Пловдив под диригентството на Иван Маринов и в постановка на режисьора Христо Христов. Два дни след това, на 11 януари 1964 г., се състои и премиерата ѝ в София с диригент Васил Казанджиев и режисьор Николай Николав.